# 17801 Zelkowitz
17801 Zelkowitz è un asteroide della fascia principale. Scoperto nel 1998, presenta un'orbita caratterizzata da un semiasse maggiore pari a 3,1205037 UA e da un'eccentricità di 0,1111820, inclinata di 0,81956° rispetto all'eclittica.